# ディアジオ
ディアジオ（英: Diageo plc）は、ギネス社とグランドメトロポリタン社の合併により、1997年に誕生したイギリスの酒造企業である。本社所在地はロンドンであり、ロンドン証券取引所（FTSE100構成）、ニューヨーク証券取引所に上場している（LSE: DGE、NYSE: DEO）。
多数のアルコール飲料ブランドを保有しており、主な一覧は以下の通りである。
- スコッチウイスキー「ジョニー・ウォーカー」「ホワイトホース」「オールド・パー」「J&B（英語版）」
- バーボンウイスキー「I.W.ハーパー」
- ビール「ギネス」「キルケニー」
- ウォッカ「スミノフ」
- ラム「キャプテン・モルガン」
- テキーラ「ドン・フリオ」「カーサミーゴス[3]」
- ジン「タンカレー」
- リキュール「ピムス」「ベイリーズ」

この他、ディアジオはLVMHとの合弁事業として「MHD モエ・ヘネシー・ディアジオ」を展開している。1987年ギネスが所有していたディスティラーズ・カンパニーとアーサー・ベル＆サンズの事業を統合し、「ユナイテッド・ディスティラーズ（United Distillers）」として設立された。1988年にギネス、LVMH、ジャーディンマセソン（アジア拠点に事業展開していたイギリスの商社）の3社合弁、ギネスはグランド・メトロポリタンと合併してディアジオとなり、1998年、ユナイテッド・ディスティラーズはインターナショナル・ディスティラーズ＆ヴィントナーズと合併してユナイテッド・ディスティラーズ＆ヴィントナーズとなり、ディアジオplcのスピリッツ部門となった。2004年にディアジオ・LVMHの2社合弁となり、2009年に現在の商号となった。
また、合併前のグランドメトロポリタン社が1989年に買収していたファーストフードチェーンのバーガーキングを2002年まで保有していた。

## ディアジオジャパン株式会社
1998年にギネス日本駐在事務所として、ギネスのマーケティング販売戦略を開発する為にディアジオplcの100％子会社として設立された。2002年に事務所名をディアジオジャパンに変更。2003年にスミノフアイスの販売を開始した。2004年法人登録が完了。
ジョニー・ウォーカー、ホワイトホース、I.W.ハーパー、オールド・パー、ギネス、スミノフアイス、キャプテン・モルガン、シロック、ロイヤル・ロッホナガー、ザ・シングルトン・グレンオードなどの主要ブランドを自社の営業部に加え、サッポロビール、麒麟麦酒（初代。現・キリンホールディングス）、日本酒類販売、メルシャン、リードオフジャパン、明治屋など幅広いビジネスパートナーと協力して販売していた。
2009年4月、麒麟麦酒（二代目。以下キリン）とディアジオによる合弁企業「キリン・ディアジオ株式会社」が設立され、5月にサッポロとの販売協力関係を解消、同年6月1日から業務を開始しギネスならびにスミノフやジョニー・ウォーカー、ホワイトホース、I.W.ハーパー、ベイリーズなどの発売元が順次、キリンに変更された。2021年4月、キリンとの合弁が解消され、キリン・ディアジオで取り扱っていたブランドはディアジオジャパンに移行、キリン・ディアジオは「ディアジオジャパンアドミニストレーションサービシーズ株式会社」に商号変更された。ただし、ごく一部の製品に関してはキリンとの業務提携、および輸入代行に関しては2024年現在もこれまで通り継続している。
MHD モエ・ヘネシー・ディアジオの日本法人は1987年12月に設立、東京（神保町三井ビルディング）に本社を置くほか、6拠点に事業所を持つ。